# Bobby en de geestenjagers
Bobby en de geestenjagers is een film uit 2013 van Martin Lagestee.

## Verhaal
Het ss Rotterdam wordt geplaagd door geesten die de gasten de stuipen op het lijf jagen. Hierdoor vertrekken de gasten voortijdig en staat het schip er financieel slecht voor. Lucas wordt ingehuurd om de geesten te verjagen. Hiervoor mag hij gratis overnachten op het schip met zijn gezin. Als zijn dochter Sanne op zoek gaat naar haar weggelopen broertje Thomas, komt ze geest Bobby tegen. Bobby blijkt niet zo slecht te zijn als de andere geesten. Als Sanne een communicator vindt die haar vader heeft laten liggen, merkt ze dat ze niet alleen de geesten kan zien, maar ook met ze kan praten. Daarnaast kunnen de geesten zelf ervoor kiezen om tijdelijk zicht- en hoorbaar te zijn. Sanne probeert de geesten tot rust te manen zodat haar vader ze op een nette manier kan laten vertrekken. Als dit te lang duurt voor de directie van het schip wordt Eric Masters ingehuurd om de geesten te verjagen. Alleen is de methode van Eric niet zo geestvriendelijk. De geesten zien in dat de methode van Lucas beter is en roepen via Bobby de hulp in van Sanne en haar vader in.
De geesten blijken te zijn omgekomen bij een brand op het schip, jaren zestig. Ze weten hun naam en wat voor werk ze deden niet meer, maar Sanne vindt deze informatie in het scheepsmuseum, en vertelt hen die. Ze zijn allemaal erg geïnteresseerd (al is een enkeling teleurgesteld over de nederige functie die ze had), en worden er sterker van deze kennis te hebben. Er is een kortstondige hereniging van Bobby met zijn moeder, die ook op het schip is. Daarvoor moet Bobby gematerialiseerd worden, met de consequentie dat hij vervolgens versneld naar het hiernamaals moet. Hij en zijn moeder hebben hier vrede mee, hij is er klaar voor.

## Rolverdeling
| Acteur           | Personage              | Opmerkingen                                               |
| ---------------- | ---------------------- | --------------------------------------------------------- |
| Hanna Obbeek     | Sanne                  | Hoofdrol                                                  |
| Nils Verkooijen  | Bobby                  | Geest, vriend van Sanne, zoon van Martha, hoofdrol        |
| Max van den Burg | Lucas                  | Vader van Sanne en Thomas                                 |
| Lotte Heijtenis  | Els                    | Moeder van Thomas, vrouw van Lucas, stiefmoeder van Sanne |
| Jelle Stout      | Thomas                 | Zoon van Lucas en Els, halfbroer van Sanne                |
| Bas van Prooijen | Benno                  |                                                           |
| Dimme Treurniet  | Eric Masters           | Geestenjager                                              |
| Rob van Dijk     | Assistent Eric Masters |                                                           |
| Jar Kooij        | Assistent Eric Masters |                                                           |
| Carolina Mout    | Mw. Hansen             |                                                           |
| Diana Dobbelman  | Martha                 | Moeder van Bobby                                          |